# Uvaria glabrata
Uvaria glabrata är en kirimojaväxtart som beskrevs av Adolf Engler och Friedrich Ludwig Diels. Uvaria glabrata ingår i släktet Uvaria och familjen kirimojaväxter. Inga underarter finns listade i Catalogue of Life.